# Aulnay-sous-Bois
Aulnay-sous-Bois je město v severovýchodní části metropolitní oblasti Paříže ve Francii v departementu Seine-Saint-Denis a regionu Île-de-France. Od centra Paříže je vzdálené 13,9 km.

## Geografie
Aulnay-sous-Bois, ležící v pařížské aglomeraci, je vzdáleno 19 km od Notre Dame, a 5 km od letiště Charlese de Gaulle. Obec měří 6,5 km od severu k jihu a 1,4 až 4,3 km od východu k západu.
Aulnay-sous-Bois sousedí se 7 obcemi :
- severozápad : Gonesse (Val-d'Oise)
- severovýchod : Villepinte
- východ : Sevran
- jihovýchod : Livry-Gargan
- jih : Les Pavillons-sous-Bois
- jihozápad : Bondy
- západ : Le Blanc-Mesnil

## Vývoj počtu obyvatel
Počet obyvatel

## Vzdělávání
Město má 25 mateřských škol, 31 základních škol, 6 kolejí a 2 lycea.

## Transport
Aulnay-sous-Bois je dosažitelné linkou RER B a autobusy RATP.